# 일로라이
일로라이(Illorai)는 이탈리아 사르데냐주 사사리도에 있는 코무네이다. 칼리아리 북쪽으로 약 130 킬로미터 (81 mi), 사사리 (사르데냐) 남동쪽으로 약 60 킬로미터 (37 mi) 떨어져 있다.
일로라이는 다음 지방 자치 단체와 접해 있다: 볼로타나, 보노르바, 보티다, 부르고스, 에스포를라투, 오라니, 오로텔리.